# 에노 백작

에노 백작령 문장.

에노 백작 (Comtes de Hainaut)은 저지대 (오늘날 벨기에, 네덜란드, 룩셈부르크, 프랑스 북부와 독일 서부의 일부)의 옛 지방인 에노 백작령의 통치자이다.

## 역대 에노 백작

### 레니에 가문
- 레니에 1세 (재위 870-898) : 로타르 1세의 손자이며, 동시에 몽스 백작 (870년부터)이자 리에주 백작이였다
- 시가르 (재위 898-908년, 920년) : 동시에 리에주 백작
- 레니에 1세 (재위 908년-915년) : 2번째 통치
- 레니에 2세 (재위 915년-932년 이후)
- 레니에 3세 (재위 940년 이전-958년)
- 조프루아 1세 (재위 958년 이전-964년)

그후로 에노 백작령은 몽스와 발렝시엔 백작령으로 나뉘었다.
몽스 백작
- 리샤르 (재위 964년-973년) : 동시에 리에주 백작
- 르노 (재위 973년)
- 레니에 4세 (재위 973-974년)
- 조프루아 2세 (재위 974-998년)
- 레니에 4세 (재위 998-1013년) : 두 번째 통치
- 레니에 5세 (재위 1013-1039년) : 1024년 경에 브라반트 지방의 남쪽 지역을 획득
- 에르망 (재위 1039-1051년) : 리실드와 혼인하였으며, 1045년이나 1049년 경에 발렝시엔을 획득

발렝시엔 백작 및 변경백
- 아모리 (재위 953년-973년)
- 가르니에 (재위 973년)
- 레니에 4세 (재위 973년-974년)
- 아르눌 (재위 974년-988년)
- 보두앵 4세 (재위 988년-1035년)
- 보두앵 5세 (재위 1035년-1045년)

발렝시엔과 몽스는 다시 한번 에노 백작령으로 합쳐졌다.

### 플랑드르 가문
- 보두앵 1세 (재위 1051년-1070년) : 동시에 플랑드르 백작
- 아르눌 1세 (재위 1070년-1071년) : 보두앵 6세의 아들이자, 플랑드르 백작
- 보두앵 2세 (재위 1071년-1098년) : 보두앵 1세의 아들
- 보두앵 3세 (재위 1098년-1120년) : 보두앵 2세의 아들
- 보두앵 4세 (재위 1120년-1171년) : 보두앵 3세의 아들
- 보두앵 5세 (재위 1171년-1195년) : 보두앵 4세의 아들이자, 1191년부터 플랑드르 백작
- 보두앵 6세 (재위 1195년-1205년) : 보두앵 5세의 아들이자, 플랑드르 백작 및 라틴 제국 황제
- 잔 (재위 1205년-1244년) : 보두앵 6세의 딸이자, 동시에 플랑드르 여백작
- 마르그리트 1세 (재위 1244년-1253년) : 보두앵 6세의 딸이자, 동시에 플랑드르 여백작이며, 아베느의 부샤르 4세와 초혼을 한 후, 기욤 드 당피에르와 재혼함

플랑드르와 에노 백작령들은 플랑드르와 에노 계승 전쟁에서 아베느의 장 1세와 기욤 3세 드 당피에르의 배다른 형제인 마르그리트의 아들들이 차지했다. 1246년에 루이 9세가 장에게 에노를 수여했지만, 마르그리트는 에노를 넘기기 거부했으나 1254년에 장과 독일의 대립왕 빌럼 2세 판 홀란트에 의해 강제로 넘겨졌다.

### 아베느 가문
- 장 1세 (재위 1253년-1257년) : 마르그리트 1세와 아베느의 부샤르 4세의 아들

### 플랑드르 가문
- 마르그리트 1세 (재위 1257년-1280년) : 장 1세의 사망 후, 통치를 다시 맡음

### 아베느 가문
- 장 2세 (재위 1280년-1304년) : 장 1세의 아들이자, 동시에 홀란트 백작
- 기욤 1세 (재위 1304년-1337년) : 장 2세의 아들이자, 동시에 홀란트 백작
- 기욤 2세 (재위 1337년-1345년), 기욤 1세의 아들이자, 동시에 홀란트 백작
- 마르그리트 2세 (재위 1345년-1356년) : 기욤 1세의 딸이자,
  - 남편 신성 로마 황제 루트비히 4세  (1347년 사망)와 아들 기욤 3세와 공동 통치

### 바이에른 가문
- 기욤 3세 (재위 1345년-1388년) : 마르그리트 2세와 루트비히 4세의 아들
  - 그의 형제들인  루트비히 5세, 루트비히 6세, 오토 5세 (1347년-1349년),
슈테판 2세 (1347년-1353년) 및 알브레히트 1세와 공동 통치
- 마르그리트가 그녀의 아들에 반대하여 1350년에 통치권을 되찾아와 1356년까지 에노를 보유
- 알브레 1세 (1358년 이래로 섭정이였으며, 1388년-1404년 동안 백작으로 통치)
- 기욤 4세 (재위 1404년-1417년) : 알브레 1세의 아들
- 자클린 (재위 1417년-1432년) : 기욤 4세의 딸

자클린은 상속 전쟁에서 알브레 1세의 아들이자 그녀의 숙부인 바이에른슈트라우빙 공작 요한과 겨루었다. 요한의 권리는 기욤 3세의 조카이자, 어머니가 기욤의 자매였던 부르고뉴 공작 필리프 3세에게 양도되었다. 1432년에 그는 자클린에게 그의 이익을 위해 에노와 홀란트에서 퇴위하도록 강요했다.

### 부르고뉴 가문
- 선량공 필리프 1세 (재위 1432년-1467년)
- 용담공 샤를 1세 (재위 1467년-1477년) : 선량공 필리프의 아들
- 부귀공 마리 (재위 1477년-1482년) : 용담공 샤를의 딸이며, 남편인 신성 로마 황제 막시밀리안 1세와 공동 통치

### 합스부르크 가문
- 미남공 필리프 2세 (재위 1482년-1506년) : 마리와 막시밀리안의 아들
- 샤를 2세 (재위 1506년-1555년) : 필리프의 아들이자, 동시에 신성 로마 황제 (카를 5세)

샤를 2세는 동군연합으로서 저지대의 다른 영지들과 에노가 영구적으로 합쳐지는 1549년 국사조칙을 발표하였다. 합스부르크 제국이 카를 5세의 후계자들끼리 나뉘어질때, 에노를 포함한 저지대는 합스부르크 가문의 스페인 계열 펠리페 2세에게 넘어갔다.
- 필리프 3세 (재위 1555년-1598년) : 샤를 2세의 아들이자, 동시에 스페인의 왕
- 이사벨 클라라 에우헤니아 (재위 1598년-1621년) : 펠리페 2세의 딸
  - 남편인 오스트리아 대공 알브레히트 7세와 공동 동치
- 필리프 4세 (재위 1621년-1665년) : 필리프 3세의 손자이자, 동시에 스페인의 왕
- 샤를 3세 (재위 1665년-1700년) : 필리프 4세의 아들이자, 스페인의 왕

1706년과 1714년 사이에 저지대는 스페인 계승 전쟁 기간 잉글랜드와 네덜란드의 침입을 받았다. 저지대의 영지는 합스부르크 가문과 부르봉 가문이 차지하였다. 1714년에 라슈타트 조약으로 계승이 확정됐고 에노 백작령은 합스부르크 가문의 오스트리아 계열로 넘어갔다.
- 샤를 4세 (재위 1714년-1740년) : 필리프 3세의 증손자이자, 동시에 신성 로마 황제
- 마리 테레즈 (재위 1740년-1780년) : 샤를 4세의 딸이며, 신성 로마 황제 프란츠 1세와 혼인
- 조제프 1세 (재위 1780년-1790년) : 마리아 테레지아와 프란츠 1세의 아들이자, 동시에 신성 로마 황제
- 레오폴트 (재위 1790년-1792년) : 마리아 테레지아와 프란츠 1세의 아들이자, 동시에 신성 로마 황제
- 프란츠 2세 (재위 1792년-1835년) : 레오폴트 2세의 아들이자, 신성 로마 황제

에노 백작의 작위는 프랑스 대혁명의 여파로 사실상 폐지되었고 1795년 프랑스에 의해 플랑드르에 합병되었다.  그럼에도 불구하고 에노 백작 작위는 오스트리아의 카를 1세 통치때까지 레오폴트 2세의 후손들에게 공식적으로 주장되었다.

## 현대에서의 사용

### 작센코부르크고타 가문
오늘날 벨기에 왕국에는 "에노 백작"이라는 작위를 "브라반트 공작"이라고 칭해지는 왕가의 장자에게 전통적으로 주어졌다. 2001년에 계승자이자 브라반트 공작 필리프 (현재 벨기에인들의 왕 필리프의 장녀 벨기에의 엘리자베스 공주 (현재 브라반트 여공작)과 계승자이자 브라반트 공작 필리프의 장녀의 출생으로, 작위를 여성화하지 않기로 결정하고 에노 여백작 작위를 수여했다가, 폐지되었다.
- 브라반트 공작 레오폴 (1859년–1865년) : 레오폴 2세의 아들
- 벨기에의 보두앵 (1930년–1934년) : 레오폴 3세의 아들

## 같이 보기
- 에노 백작부인
- 에노 백작령
- 에노 백작 가계도

틀:벨기에 왕가 작위